# Gogoro
Gogoro est une localité du Cameroun, située dans l'arrondissement d'Ekondo-Titi, le département du Ndian et la Région du Sud-Ouest.

## Population
Lors du recensement national de 2005, Gogoro comptait 1535 habitants.